# Curt Wittje

Curt Wittje

Curt Wittje, seltener Kurt Wittje, (* 2. Oktober 1894 in Wandsbek; † 16. März 1947 in Haft in der Tschechoslowakei oder 6. März 1947 in Moskau hingerichtet) war ein deutscher Politiker (NSDAP) und SS-Gruppenführer. Zur Zeit des Nationalsozialismus war er unter anderem Reichstagsabgeordneter und  von 1934 bis 1935 Chef des SS-Hauptamts. Wittje wurde 1938 wegen des Verdachts der Homosexualität aus der SS entlassen.

## Leben

### Herkunft und Militärlaufbahn
Wittjes Vater Robert war Geheimer Regierungsrat und von 1903 bis 1919 Oberbürgermeister von Detmold. Im dortigen Leopoldinum bestand Curt Wittje im Februar 1913 das Abitur. Er trat als Fahnenjunker in ein Magdeburger Artillerieregiment ein und erhielt im Juni 1914 sein Offizierspatent als Leutnant. Am Ersten Weltkrieg nahm er als Batterieoffizier teil, wurde als Generalstabsoffizier ausgebildet und im September 1917 zum Oberleutnant befördert. Kurz vor Kriegsende schwer verwundet, geriet er im November 1918 in belgische Gefangenschaft, aus der er im März 1919 nach Deutschland fliehen konnte. Wittje wurde in die stark verkleinerte Reichswehr der Weimarer Republik übernommen. Ab Oktober 1920 diente er als Regimentsadjutant in Allenstein; im Juni 1925 wurde er zum Hauptmann befördert. 1922 heiratete er die 22-jährige Tochter eines Justizrats Irene Skowronski. Aus der Ehe gingen zwei Töchter hervor (* 1927 und * 1933).
Am 23. November 1928 wurden Ermittlungen gegen Wittje eingeleitet, da er männliche Untergebene sexuell belästigt haben soll. Die Allensteiner Oberstaatsanwaltschaft stellte das Ermittlungsverfahren ein, konstatierte ein „Fehlen jeder anormalen Veranlagung“ und führte die Vorfälle auf „sinnlose Trunkenheit“ zurück. Weniger milde urteilten Wittjes Vorgesetzte in der Reichswehr: Wittje musste zum 1. Mai 1929 seinen Abschied einreichen. Seine Pensionsansprüche wurden bewilligt, im März 1931 erhielt er zudem das Recht, an Feiertagen seine Uniform zu tragen. Von 1929 bis April 1933 fand Wittje Arbeit als Personalvorstand der Mälzerei IREKS A.G. in Kulmbach, bei der gleichzeitig auch Franz Breithaupt, der spätere Chef des Hauptamtes SS-Gericht, beschäftigt war.

### Reichstagsabgeordneter und Chef des SS-Hauptamtes
Am 1. Juni 1930 trat Wittje der NSDAP (Mitgliedsnummer 256.189) bei und am 1. März 1931 wurde er Mitglied der SS (SS-Nr. 5.870). Als Gauredner warb er für die NSDAP im Gau Oberfranken. Am 24. April 1932 zog Wittje für die NSDAP in den Bayerischen Landtag ein. Das Landtagsmandat legte er nieder, als er am 5. März 1933 für den Wahlkreis Baden in den Reichstag gewählt wurde. Dem in der Zeit des Nationalsozialismus parlamentarisch funktionslosen Reichstag gehörte er bis April 1938 an.
In der SS wurde Wittje in rascher Folge befördert und erreichte am 15. September 1933 den Rang eines SS-Gruppenführers. Als Führer des SS-Abschnitts IX für Franken und Thüringen versuchte er im Januar 1933 zusammen mit Richard Hildebrandt, den Einfluss des Nürnberger Gauleiters Julius Streicher auf die SS zu unterbinden. Im April 1933 übernahm Wittje, nun mehr hauptberuflicher SS-Führer, den SS-Oberabschnitt Nord in Hamburg, ehe er am 12. Februar 1934 zum Chef des SS-Hauptamts befördert wurde und somit die Funktionen des verstorbenen SS-Generals Siegfried Seidel-Dittmarsch übernahm. In dieser Aufgabe fungierte Wittje als Verbindungsmann zwischen Himmler und Theodor Eicke, als Eicke bei der Entstehung der Inspektion der Konzentrationslager (IKL) Ende Mai 1934 die Kontrolle über das KZ Lichtenburg übernahm. Im Konflikt mit der Wehrmacht um die Aufstellung ständig bewaffneter SS-Verbände wies Wittje am 29. Mai 1934 darauf hin, dass die SS militärisch gegliedert sei und Teile der SS gegebenenfalls „für Zwecke der Landesverteidigung verfügbar gemacht werden“ würden. Er lehnte es ab, Angehörige der SS, die zuvor der Reichswehr angehört hatten, der Wehrmacht zur Verfügung zu stellen.
Nach späteren Angaben Himmlers informierte Reichswehrminister General Werner von Blomberg Reichskanzler Adolf Hitler über die Umstände, die 1929 zur Entlassung Wittjes aus der Reichswehr geführt hatten. Hitler gab Blombergs „Hinweise“ im Juni 1934 noch vor dem sogenannten „Röhm-Putsch“ an Himmler weiter. Nach der Ermordung Röhms, die auch mit seiner Homosexualität begründet wurde, informierte Himmler Wittje über die Vorwürfe, lehnte aber den von Wittje angebotenen Rücktritt ab. Gegenüber Hitler will Himmler sein Festhalten an Wittje damit begründet haben, dass er der Wehrmacht keinen Einfluss auf seine Personalentscheidungen in der SS geben wolle.
Wittje ließ Himmlers Mahnungen, sich des Alkoholkonsums zu enthalten, unbeachtet; einschlägige Kontakte zu Untergebenen wiederholten sich. Am 14. Mai 1935 wurde Wittje als Chef des SS-Hauptamtes von August Heißmeyer abgelöst, „wegen Krankheit“, wie es in der SS-Zeitung Das Schwarze Korps hieß. Ab April 1937 gehörte Wittje dem Vorstand der Hamburger Waaren-Commissions-A.G. (WACO) an, die in der Nähe von Dannenberg eine Sprengstofffabrik errichten wollte.
Im Februar 1938 wurde Wittje verhaftet, nachdem es auch unter der Beobachtung der Hamburger Gestapo zu weiteren „Kameradschaftsabenden“ gekommen war. Himmler suspendierte Wittje vom SS-Dienst und setzte einen sogenannten „kleinen Schiedshof“ ein, der die Vorwürfe „homosexueller Veranlagung und homosexueller Verfehlungen“ klären sollte. Dem Schiedshof gehörten unter Vorsitz von Friedrich-Wilhelm Krüger die Beisitzer Udo von Woyrsch und Theodor Eicke an. Mit den Ermittlungen wurden der Hamburger Gestapo-Chef Bruno Streckenbach und Josef Meisinger, der Leiter der Reichszentrale zur Bekämpfung der Homosexualität und Abtreibung, beauftragt. Der „kleine Schiedshof“ plädierte offenbar für ein Verbleiben Wittjes in der SS. Dem widersprach Himmler im Juni 1938:
„Erstaunt bin ich darüber gewesen, daß die ganzen Besoffenheitsangelegenheiten des Gruppenführers Wittje dem Schiedshof überhaupt nicht aufgefallen sind. […] Aus meiner persönlichen und meines Amtes leider sehr reichen Erfahrung halte ich es selbstverständlich für möglich, daß ein Mann ein- oder zwei Mal zu Unrecht auch in homosexueller Hinsicht verdächtigt wird, […] daß ein Mann einmal in der Trunkenheit das heulende Elend bekommt und andere Leute umarmt. […] Ich halte es aber für ausgeschlossen, daß Dienststellen verschiedenster Art, die lokal weit voneinander entfernt sind, […] Menschen, immer wieder denselben Tatbestand der Besoffenheit und dann des Aus-der-Rolle-fallens und des schon so oft genannten Männerumarmens, Küssens und An-sich-drückens erzählen und zu Protokoll geben.“
Am 12. November 1938 wurde Wittje endgültig aus der SS ausgeschlossen.

### Nach der Entlassung aus der SS
Von Hamburg aus interessierte er sich ein Jahr nach der Proklamation des sog. Protektorats Böhmen und Mähren (15. März 1939) für ein Prager Fabrik-Unternehmen jüdischer Industrieller, das für seine Druckknöpfe weltweit bekannt war und zur sog. „Arisierung“ vorgesehen war: die Firma „[Jindřich] Waldes & Co.“, die nach ihrer „Eingliederung“ in die Kriegsindustrie des Deutschen Reiches in „Koh-i-noor“ umbenannt wurde. „Im Sommer 1940 interessierten sich gleich mehrere Bewerber für die bekannte Prager Metallwarenfabrik [Waldes & Co.], darunter auch ein SS-Gruppenführer Wittje aus Hamburg, der auf seine Rückendeckung im Parteiapparat verwies, sowie ein Vorstandsmitglied der Vereinsbank in Hamburg, der die Firma für seinen Schwiegersohn kaufen wollte.“ Allerdings kam Wittje bei der Waldes-Übernahme nicht zum Zug.
Wittje wurde erst im Januar 1942 wieder auf einer Liste von SS-Angehörigen erwähnt, die sich im Protektorat Böhmen und Mähren um den Erwerb ehemals jüdischer Firmen im Zuge der sogenannten „Arisierung“ bemühten: Er war am „Erwerb“ der mechanischen Weberei und Flachsspinnerei der Gebrüder Buxbaum in Eipel im damaligen Bezirk Náchod interessiert. Dies geschah mit Billigung Himmlers, wie aus einem Brief an den stellvertretenden Reichsprotektor Kurt Daluege hervorgeht: „Mit diesem Brief möchte ich Dich davon unterrichten, daß der frühere SS-Gruppenführer Wittje mit meiner Genehmigung im Protektorat eine wirtschaftliche Existenz bekommen hat.“ Er, Himmler, habe Wittjes „wirtschaftliche Betätigung vor allem mit Rücksicht auf seine Frau und seine Kinder unterstützt.“ Himmler wies Daluege an, auf Wittje ein „aufmerksames Auge“ zu werfen und „bei allen Dienststellen klarzustellen, daß er nicht Gruppenführer der SS ist.“ Wittje gelang es nach und nach, die Firma Buxbaum ohne den Einsatz von Eigenkapital zu erwerben, indem er die wie bei sog. „Arisierungen“ üblicherweise niedrig angesetzte Kaufsumme aus den Erlösen des Unternehmens finanzieren ließ. Nachdem ein Hamburger Partner im Jahr 1944 nach Differenzen mit Wittje ausgestiegen war, wurde das Unternehmen „Ostböhmische Textilwerke Curt Wittje“ am 13. November 1944 in Nachod allein auf seinen Namen eingetragen.
In der Endphase des Zweiten Weltkrieges war Wittje als Bataillonsführer beim Volkssturm eingesetzt. Bei Kriegsende wurde er im Mai 1945 in der Tschechoslowakei in Janské Lázně/Johannisbad festgenommen, nachdem er seinen letzten Wohnsitz in der arisierten Firmenvilla Buxbaum in Eipel/Úpicé um den 7. Mai 1945 verlassen hatte, um sich in dem ostböhmischen Kurort zu verstecken. Zum Ort und genauen Zeitpunkt seines Todes liegen unterschiedliche Angaben vor: Einerseits soll er am 16. März 1947 in tschechischer Gefangenschaft, andererseits am 6. März 1947 in Moskau gestorben sein. Nach anderen Angaben soll er zuletzt in einem Moskauer Gefängnis gesehen und nach einem Prozess vor einem sowjetischen Militärtribunal aufgrund von Kriegsverbrechen am 6. März 1947 in der Sowjetunion erschossen worden sein.

## Ein Homosexueller in der SS?
Vor dem Hintergrund der Verfolgung von Homosexuellen während der Zeit des Nationalsozialismus fällt an Wittjes Lebensweg die zögerliche Verfolgung seiner wahrscheinlichen Homosexualität durch Himmler auf. Himmler, der als ausgesprochen homophob galt, ging normalerweise streng gegen SS-Mitglieder vor, die in den Verdacht der Homosexualität geraten waren. Wittje hingegen wurde erst 1938 und ohne Strafe aus der SS entlassen, vier Jahre, nachdem Himmler die ersten „Hinweise“ bekommen hatte und Wittje durch weitere Übergriffe auf Untergebene meist unter Alkoholeinfluss auffällig geworden war. Einen der ersten Hinweise erhielt Himmler von Hitler, der ihm 1934 mitteilte, „(...) Wittje, ein ehemaliger Offizier, sei wegen des Verdachts der Homosexualität aus der Reichswehr entlassen worden.“ Hitler berief sich dabei auf eine Information des Reichskriegsministers Blomberg. Selbst dann verschaffte ihm Himmler eine neue Existenz. Mit solcher Nachsicht konnten andere, die nur in den Verdacht der Homosexualität gerieten, nicht rechnen: Der Fahrer Wittjes wurde 1936 aus der SS entlassen und in das KZ Sachsenhausen überstellt. Nach Aussagen über Wittjes Annäherungsversuche war ihm von Himmler unterstellt worden, „selbst ein Mann mit nicht sehr lauterem Gewissen“ zu sein, da er „es lange in einer solchen Stellung ausgehalten“ habe.
Wittje blieb auch nach seinem Ausschluss aus der SS ein überzeugter Nationalsozialist. In einem Brief an Richard Hildebrandt schrieb er wenige Tage nach dem Attentat vom 20. Juli 1944:

„Denn ein Wunder war es, daß der Führer errettet wurde. […] Wir sind darin doch selbstverständlich ein und derselben Meinung und werden auch darin übereinstimmen, daß am Ende nach unserer Meinung wieder einmal alles noch zu großzügig und milde erledigt worden ist. Wenn wir diese Schweine nicht mit Stumpf und Stil [sic] ausrotten, haben wir in einigen Jahren das Theater wieder.“